# Boston Breakers (2008)
Die Boston Breakers waren ein Frauenfußballfranchise aus Somerville, Massachusetts im Großraum Boston. Es wurde 2008 wieder gegründet und spielte von 2009 bis 2011 in der Women’s Professional Soccer und von 2013 bis 2017 in der National Women’s Soccer League, der jeweils höchsten Liga im Frauenfußball in den Vereinigten Staaten.

## Geschichte

### WUSA
Die Boston Breakers traten die Nachfolge des ehemaligen WUSA-Teams an, das auch unter dem Namen Boston Breakers von der Gründungssaison 2001 bis zur Einstellung der WUSA aus finanziellen Gründen im September 2003 in dieser ersten Profi-Frauenliga spielte.

### WPS
In ihrer Debütsaison 2009 belegte das Team nur den 5. Platz und verpasste somit die Qualifikation für die Playoffs. Die Saison 2010 lief für die Breakers deutlich besser. Sie wurden in der Regular Season Zweiter. In den Playoffs schieden sie allerdings im Supersemifinal aus. Sie verloren 1:2 gegen Philadelphia Independence. Auch 2011 qualifizierten sich die Breakers für die Playoffs. In der Regular Season wurden sie Vierter. In den Playoffs schieden sie jedoch in der ersten Runde aus: die Breakers verloren mit 1:3 gegen MagicJack.
Die Liga wurde jedoch 2012 aufgelöst. Gründe waren der Mangel an Teams sowie eine Klage eines ehemaligen Teambesitzers. Für die Saison 2012 war man Teil der Women’s Premier Soccer League Elite, die sich nach einer Saison wieder auflöste. Dort war das Team das beste in der regulären Saison, scheiterte aber in den Playoffs im Halbfinale. Das Franchise wechselt anschließend in die neuen National Women’s Soccer League.

### NWSL
Am 24. November 2012 wurde die Gründung einer neuen Frauenfußballprofiliga in den USA bekanntgegeben. Es wurde auch bekanntgegeben, dass in der NWSL das Team der Boston Breakers aus Boston teilnehmen wird.
In der ersten Spielzeit belegte das Franchise den 5. Platz und verpasste damit die Play-offs der besten vier Teams nach der regulären Saison nur knapp.
Deutlich schlechter lief es für Boston in den Folgejahren: in der Saison 2014 belegte man den 8. Platz, in den Jahren 2015 und 2016 war das Franchise jeweils mit deutlichem Abstand Tabellenletzter der regulären Saison. So gelangen in der Saison 2016 in 20 Spielen lediglich drei Siege bei nur 14 erzielten Toren. Auch in der Saison 2017 war das Team nach einem guten Saisonstart im weiteren Verlauf nur am Tabellenende zu finden und belegte mit vier Siegen aus 24 Saisonspielen den neunten und damit vorletzten Platz.
Vor der Saison 2018 wurde die NWSL-Mannschaft aus finanziellen Gründen vom Spielbetrieb zurückgezogen, nachdem die Verhandlungen mit einem Investor nicht zu einem erfolgreichen Abschluss gebracht worden waren.

## Stadien
- Harvard Stadium; (30.323 Plätze); Boston, Massachusetts (2009–2011 und 2014)
- Dilboy Stadium (2.500 Plätze); Somerville, Massachusetts (2013)
- Jordan Field (4.100 Plätze); Boston, Massachusetts (2015–2017)

Die Boston Breakers trugen ihre Heimspiele in der WPS-Zeit im Harvard Stadium aus. Es hat eine Kapazität von 30.323 Zuschauern. 2013 wurden die Heimspiele im Dilboy Stadium in Somerville ausgetragen, das eine nominelle Kapazität von 2.500 Zuschauern hat, jedoch bei Bedarf durch Zusatztribünen vergrößert wurde. Zur Saison 2014 kehrten die Breakers ins Harvard Stadium zurück. Zur Saison 2015 erfolgte ein Wechsel in das unmittelbar neben dem Harvard Stadium gelegene Soldiers Field Soccer Stadium, das im Oktober 2015 in Jordan Field umbenannt wurde.

## Trainer
- 2013: Lisa Cole
- 2013: Cat Whitehill (interim)
- 2014–2015: Tom Durkin
- 2016–2017: Matt Beard

## Saisonstatistik
| Jahr | Liga       | Reguläre Saison | Play-offs          | Zuschauerdurchschnitt 1 | Erfolgreichste Torschützin 1 |
| ---- | ---------- | --------------- | ------------------ | ----------------------- | ---------------------------- |
| 2009 | WPS        | 5. Platz        | nicht qualifiziert |                         |                              |
| 2010 | WPS        | 2. Platz        | Super Semifinal    |                         |                              |
| 2011 | WPS        | 4. Platz        | 1. Runde           |                         |                              |
| 2012 | WPSL Elite | 1. Platz        | Semifinale         |                         |                              |
| 2013 | NWSL       | 5. Platz        | nicht qualifiziert | 2.427                   | Sydney Leroux (11)           |
| 2014 | NWSL       | 8. Platz        | nicht qualifiziert | 2.437                   | Heather O’Reilly (9)         |
| 2015 | NWSL       | 9. Platz        | nicht qualifiziert | 2.863                   | Kristie Mewis (6)            |
| 2016 | NWSL       | 10. Platz       | nicht qualifiziert | 3.570                   | Natasha Dowie (3)            |
| 2017 | NWSL       | 9. Platz        | nicht qualifiziert | 2.896                   | Natasha Dowie (7)            |